# Fedor Vidas
Fedor Vidas (n. 13 ianuarie 1924, Bakar, Primorje-Gorski Kotar, Croația – d. 17 ianuarie 2018, Čakovec, Cantonul Međimurje, Croația) a fost un scriitor, jurnalist, redactor și scenarist croat.

## Biografie
Fedor Vidas s-a născut la 13 ianuarie 1924 la Bakar, în Croația.
A studiat la Facultatea de Drept din Zagreb din 1946 până în 1951. Din 1949 a lucrat ca jurnalist. A fondat revista Novela în 1952. A fost redactor-șef și redactor-șef adjunct al săptămânalului literar Telegram (în perioada 1960-65) și a editat informații culturale din străinătate din 1976 până în 1989.
În literatură, el a aparținut generației de krugovaši. A scris nuvele inspirate din literatura americană. Protagoniștii săi sunt tineri din mediul urban din Zagreb în perioada contemporană, înfățișați în situații din rutina lor de zi cu zi („Popodne kad sam sretan”; cu sensul de „După-amiaza când sunt fericit”, 1954; „Ponedjeljak ili utorak”; „Luni sau marți”, 1961; „Novele; „Nuvele”, 1964; „Na izmaku ljeta”; „La sfârșitul verii”, 1975). El și-a construit narațiunea în proză din propoziții scurte, dialoguri bine realizate, lirism discret și detalii pe care le-a înfățișat cu un talent fin.  După cel de-al Doilea Război Mondial, a fost printre primii care au renunțat la normele literare tradiționale, a anunțat noi direcții pentru dezvoltarea prozei croate și a înfățișat cu succes atmosfera și spiritul vremurilor. Romanele sale au fost traduse în mai multe limbi străine și au fost incluse în antologii croate autohtone și străine. 
Este autorul pieselor radiofonice Scenaristi (1964), Djevojke dolaze u devet; cu sensul de Fetele vin la noua (1968), Šum (1969), Konj je stao (1970) și Čestitke; Felicitări (1970) și al dramelor de televiziune Gdje je duša moga djetinjstva; cu sensul de Unde este sufletul copilăriei mele (1968), Ožiljak; Cicatricea (1969), Kainov znak; Semnul lui Cain (1970), Ljubav na bračni način; Dragoste în căsătorie (1970), Okreni leđa vjetru; Întoarceți-vă cu spatele la vânt (1972). De asemenea, el a scris scenarii de film ca (Martin u oblacima; cu sensul de Martin în nori; film regizat de Branko Bauer, 1961; Alfabetul fricii; Abeceda straha  film regizat de Fadil Hadžić, co-scenarist, 1961; Ključ; Cheia  film regizat de Vanče Kljaković, co-scenarist, 1965; Metamorfoza  film regizat de Alexander Marks și Vladimir Jutriša, 1965; Ponedjeljak ili utorak; cu sensul de Luni sau marți  film regizat de Fireman Mimice, co-scenarist, 1966).
A fost membru al Uniunii Scriitorilor Croați (Društva hrvatskih književnika) din 1956. 
Fedor Vidas a decedat la 17 ianuarie 2018, în Čakovec, Croația.